# Bay (chancelier)
Pour les articles homonymes, voir Bay.
Bay, aussi nommé Ramsès-Khâemnétjérou, est un haut dignitaire de la XIXe dynastie égyptienne, directeur des choses scellées, c'est-à-dire le trésorier ou le chancelier. Il est actif pendant les règnes de Séthi II et de Siptah.

## Biographie

### Origine
Les origines de Bay restes floues. Le papyrus Harris I, daté du règne de Ramsès IV mais racontant, entre autres, les évènements ayant mené Sethnakht, le fondateur de la XXe dynastie, a monter sur le trône. Ce papyrus indique :
« Iarsou, un Khary, (...) avait placé le pays entier sous son propre contrôle - quelqu'un s'était-il allié à quelqu'un d'autre que leurs biens étaient confisqués. »
Ainsi, ce Iarsou, dont la signification pourrait être le Parvenu, a souvent été assimilé à Bay. On peut ajouter que Bay a un second nom, un nom de cour typique des étrangers de haut rang : Ramsès-Khâemnétjérou. Ce nom de cour comprend d'ailleurs le nom de Ramsès, nom à la fois du fondateur de la XIXe dynastie et du grand roi de cette même dynastie, grand-père de Séthi II.

### Règne deSéthiII
C'est probablement du tout début du règne de Séthi II que date la plus ancienne mention du chancelier Bay. Deux documents de la Vallée des Rois mentionnent son nom : un graffito « Fait par l'échanson royal, Bay, fils de Ka » et un ostracon, réalisé par l'un des artisans de Deir el-Médineh, « Le scribe royal, échanson du roi Séthy-Mérenptah, Bay, dit à Amon-Rê, roi des dieux : "Viens à moi, Amon, puisses-tu (me) sauver. Je suis un mendiant du pays du nord. Viens et laisse-moi voir Thèbes, la Belle, alors que je contemple ses femmes." ». Cet ostracon, dans lequel l'auteur se moque quelque peu de Bay, semble indiquer que sa venue n'est pas passée inaperçue. Toujours est-il que sa mission à Thèbes-ouest devait consister à inspecter les travaux de la tombe royale.

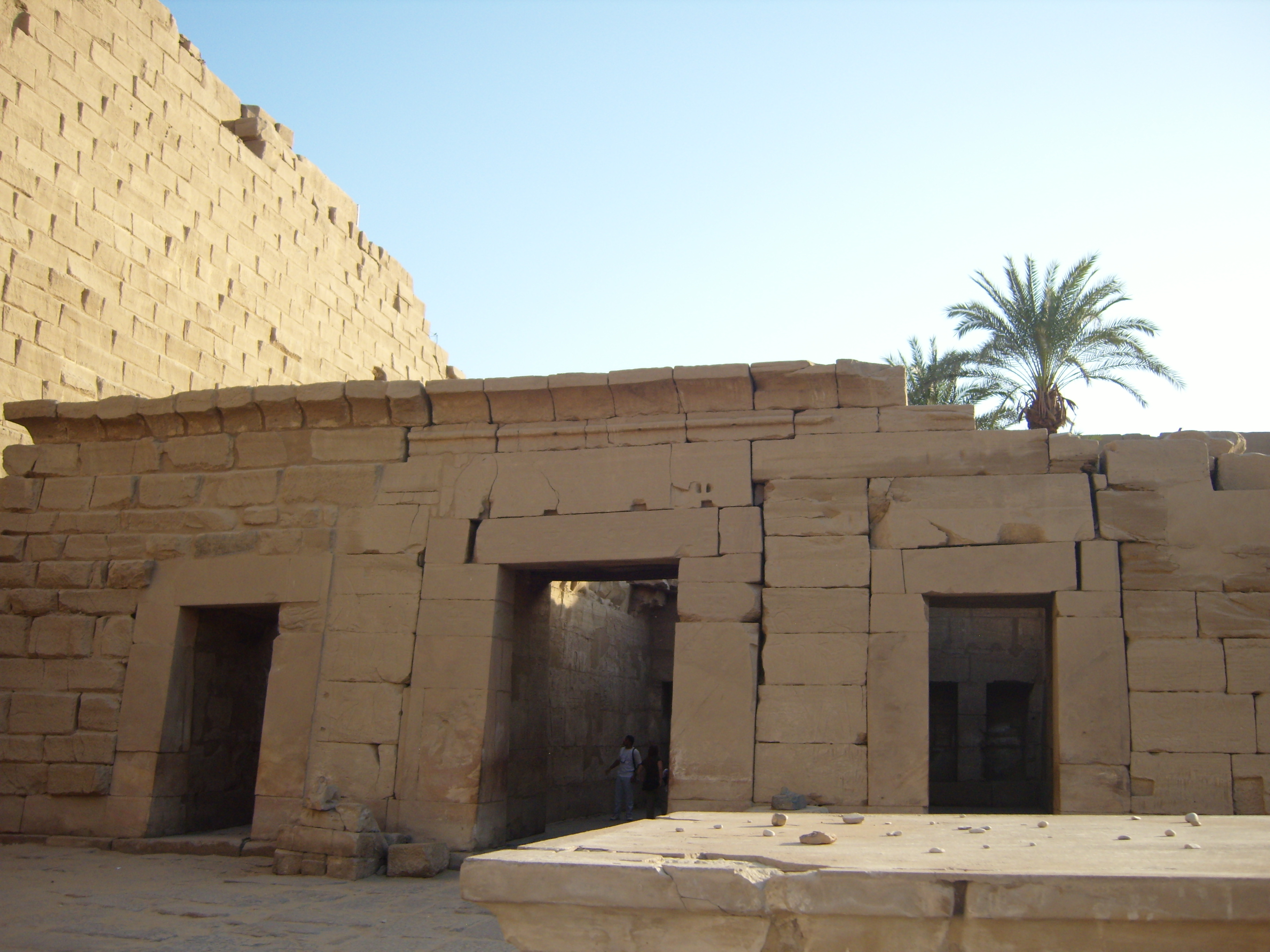
Temple-reposoir tripartite situé dans la première cour du temple d'Amon à Karnak.

Il est possible que Bay ait profité de sa présence à Thèbes pour lancer au nom de son roi la construction du beau temple-reposoir tripartite situé dans ce qui est aujourd'hui la première cour du temple d'Amon à Karnak, mais dans ce qui constituait l'entrée du temple. Ce temple-reposoir, divisé en trois chapelles, était destiné à accueillir les barques sacrées d'Amon, de Mout et de Khonsou, les dieux de la triade thébaine. Sur ce temple-reposoir étaient figurés le roi Séthi officiant devant la triade, mais aussi le chancelier Bay, représenté derrière le roi dans les trois chapelles. Ces représentations indiquent le pouvoir important du chancelier Bay dès cette période. Ces représentations seront toutefois usurpées pendant le règne de Taousert pour y faire figurer le prince Séthy-Mérenptah, fils alors décédé de Séthi II et de Taousert. Il est à noter que, de ces représentations du jeune prince Séthy-Mérenptah, celles situées dans la chapelle dédiée à Amon seront effacées au cours du règne de Sethnakht, les deux autres chapelles étant épargnées, peut-être du fait de leur relative inaccessibilité résultant de la présence d'imposantes statues de Séthi II placées devant leurs entrées respectives.

### Règne de Siptah
À la mort de Séthi II, ce dernier étant mort sans héritier, c'est Bay qui place sur le trône d'Égypte son successeur en la personne de Siptah, qui est probablement le fils de l'usurpateur Amenmes, pourtant ennemi de Séthi II. Bay a d'ailleurs semble-t-il écarté du pouvoir Taousert, l'ambitieuse veuve de Séthi II. Il se vantera par ailleurs de cet évènement, démonstration de son pouvoir, comme sur une stèle non datée découverte à Assouan :
« Le chancelier du roi de Basse-Égypte, l'ami unique (?) qui écarte le mensonge et donne la Maât, celui qui a établi le roi (sur) le trône de son père, le grand chancelier du pays tout entier, Ramsès-Khâemnétcherou, Bay. »
De même, au Gebel Silsileh, sur un graffito à l'entrée du Spéos d'Horemheb, aux côtés du roi officiant devant Amon-Rê, Bay est présenté dans une pose d'adoration comme suit :
« Le grand chancelier du pays tout entier, qui a établi le roi sur le trône de son père, l'aimé de son maître, Bay. »
Bay va plus loin dans sa volonté de montrer son pouvoir. En effet, le groupe statuaire de Siptah à Munich (n° 122) montrant le roi assis sur les genoux d'un autre personnage (cette partie de la stutue est d'ailleurs très dégradée, probablement intentionnellement), a été interprété différemment par les chercheurs. Deux trônes sont présents, un trône pour chacun des personnages représentés, mais Siptah n'est pas assis sur le sien mais sur les genoux du second personnage dont les vêtements sont masculins, seuls ses pieds sont posés dessus. Si certains y voient un roi, d'autres y voient Bay car Amenmes est mort depuis plusieurs années et Taousert est une femme. Si cette dernière interprétation est juste, alors ce groupe statuaire symbolise le partage du pouvoir entre Siptah et Bay. Une autre double-statue, anépigraphe et aujourd'hui au Musée d'Édimbourg, montre un enfant roi sur les genoux d'un homme adulte lui-même agenouillé : le style ramesside et le personnage de l'enfant-roi permette de déduire qu'il s'agit très certainement de Siptah et Bay. Une autre statue, cette fois du taureau Mnévis, était inscrite aux noms de Siptah (dont les cartouches ont été soigneusement effacés) et du chancelier Bay. Ces statues montrent le lien fort unissant ces deux personnages et l'ascendant qu'a Bay sur le roi.

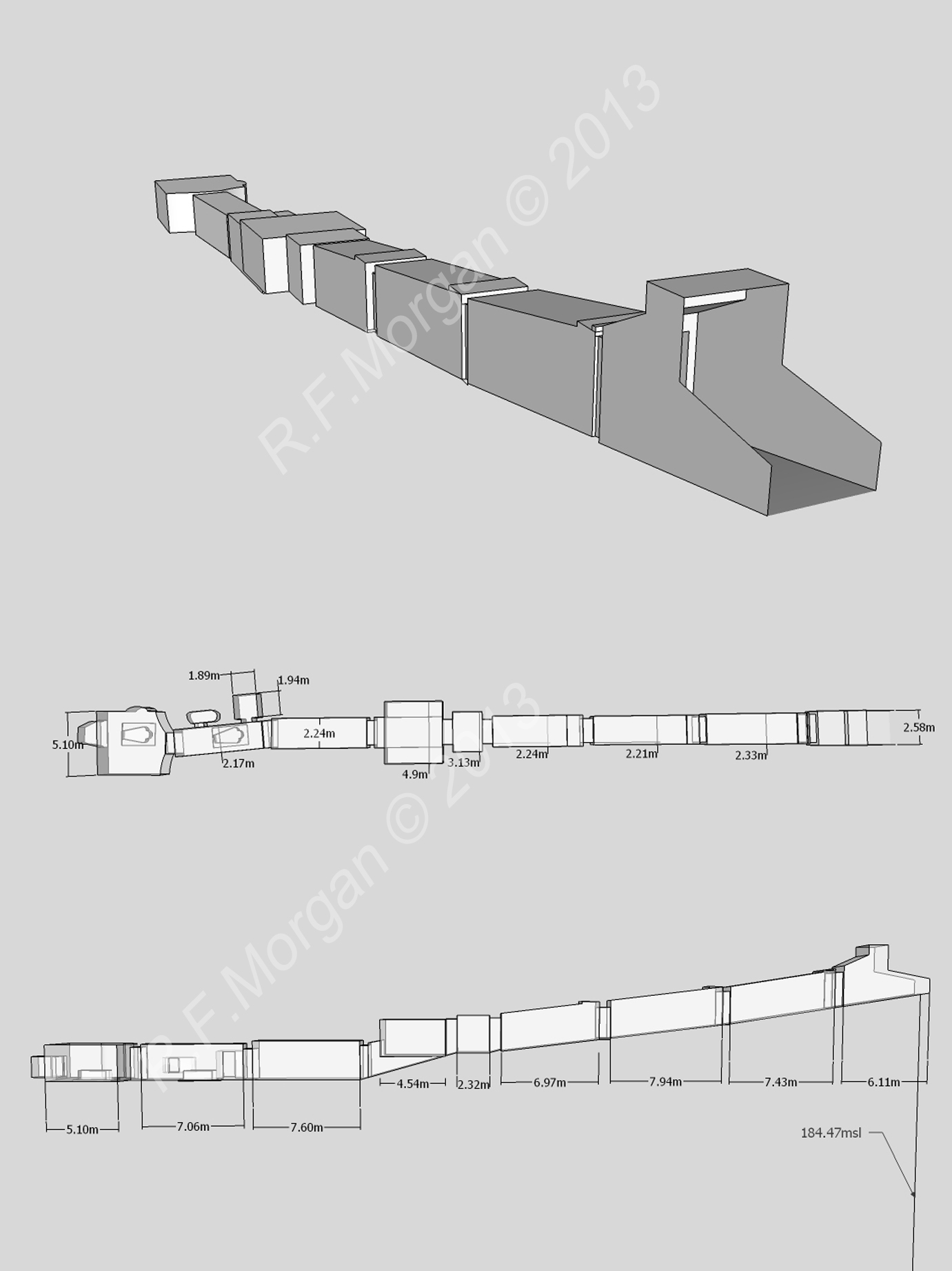
Vue de la tombe KV13.

Bay s'arroge également d'autres prérogatives royales : il commandite une tombe dans la nécropole royale qu'est la Vallée des Rois en face de celle (KV47) de Siptah (il s'agit de la tombe KV13 réutilisée au cours de la XXe dynastie), probablement dès l'an II du règne ; et il s'approprie une partie du temple des millions d'années de Siptah, situé au nord de celui d'Amenhotep II, dont les dépôts de fondations sont aux noms du roi et du chancelier.
Toutefois, à partir de l'an II du règne de Siptah, le pouvoir est partagé à trois par le retour de l'ambitieuse veuve de Séthi II précédemment écartée, la reine Taousert : les groupes statuaires montrant Bay et Siptah et mentionnés précédemment sont inscrits avec la sedonce titulature, permettant donc de les dater de cette période où Taousert est revenue sur le devant de la scène. De plus, deux graffiti inscrits par le commandant des troupes de Koush Pyay, l'un dans le temple d'Amada, l'autre dans le grand temple d'Abou Simbel, montrent Siptah, Bay et Taousert ensembles.
Cependant, en l'an V, les choses changent : sur un ostracon (IFAO 1864) retrouvé à Deir el-Médineh est présente l'inscription suivante :
« An V, IIIe mois de la saison Chémou, 27e jour ; ce jour, le scribe Paser est venu annoncer : "Pharaon, vie, prospérité, santé, a tué le grand ennemi Bay !". »
Bay a donc soit été exécuté, soit assassiné. Dans un cas comme dans l'autre, Taousert était probablement à la manœuvre, éliminant ainsi un adversaire dans le contrôle des affaires du royaume. À moins qu'il ne s'agisse déjà des prémices de la future ascension de Sethnakht, fondateur de la XXe dynastie. Au delà de l'importance politique que ce message nous permet d'appréhender, il est probable que sa raison d'être était de notifier aux ouvriers de Deir el-Médineh de cesser tout travail de décoration de la tombe de Bay, puisque ce dernier était désormais considéré comme un traître à l'État.

## Sépulture
|                    | Bay                         |  |
| ------------------ | --------------------------- |  |
| Type               | Tombeau                     |  |
|                    |                             |  |
| Emplacement        | Vallée des Rois, tombe KV13 |  |
| Date de découverte |                             |  |
| Découvreur         | Ouvert dans l'Antiquité     |  |
| Fouilles           | Hartwig Altenmüller         |  |
| Objets découverts  |                             |  |

Bay se fait aménager une sépulture dans la vallée des Rois sous le règne de Siptah, en face de celle du roi (KV47). Cette tombe Elle mesure 71,37 mètres pour un volume de 381,67 mètres cubes. À la suite des troubles dynastiques qui l'emporteront, il est victime d'une damnatio memoriae et son tombeau est réutilisé plus tard au cours de la XXe dynastie pour enterrer Amonherkhépshef, un des fils de Ramsès III.